# Dufourea calcarata
Dufourea calcarata là một loài Hymenoptera trong họ Halictidae. Loài này được Morawitz mô tả khoa học năm 1886.